# Фотоперегрупування Фріса
Фотоперегрупування Фріса (англ. photo-Fries rearrangement, рос. фотоперегруппировка Фриса) — перегрупування під дією світла арил- і ацилестерів з утворенням [1,3]- (як і [1,5]-) перегрупованих продуктів.